# Karl Günther Motz
Karl Günther Motz (* 29. Februar 1912 in Elberfeld; † 7. August 1978 in Ließem (Wachtberg)) war ein deutscher Diplomat.

## Leben
Motz studierte Rechtswissenschaft und Wirtschaftswissenschaft an der Universität Marburg, der Universität Bonn und der University of Oxford. Während seines Studiums wurde er 1931 Mitglied der Burschenschaft Alemannia Marburg. 1935 absolvierte er sein erstes juristisches Staatsexamen. Im Mai 1936 wurde er an der Universität Marburg mit seinem Werk Die Stellung des Beamtentums in Staat und Volksgemeinschaft im Wandel der Auffassungen, das sich mit dem Gesetz zur Wiederherstellung des Berufsbeamtentums und den Nürnberger Gesetzen beschäftigt, zum Doktor der Rechte promoviert. Nach Referendariat und Eingangsprüfung wurde er im Reichsministerium des Innern beschäftigt. Er wurde zur Wehrmacht einberufen. Von 1945 bis 1953 arbeitete er in der Kohleindustrie. 1954 trat er in den Auswärtigen Dienst. Von 1958 bis 1960 hatte er Exequatur als Konsul in Boston. Von 1960 bis 1963 hatte er Exequatur als Generalkonsul in Chicago. Vom 12. August 1963 bis 1966 war er Botschafter in La Paz (Bolivien). Von 1967 bis 1971 wurde er leitend in der Abteilung Handelspolitik sowie der Abteilung Politik im Auswärtigen Amt beschäftigt. Von 1971 bis 1973 hatte er Exequatur als Generalkonsul in San Francisco. Von 1974 bis 1976 war er Botschafter in Accra (Ghana).